# Prolagidae

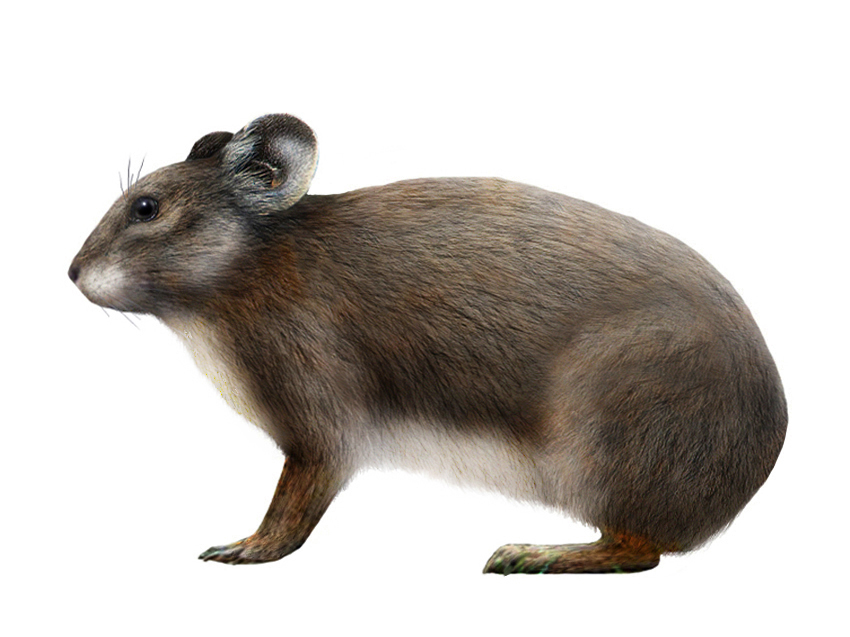
A szardíniai pocoknyúl rekonstrukciója

A Prolagidae az emlősök (Mammalia) osztályába és a nyúlalakúak (Lagomorpha) rendjébe tartozó fosszilis család.

## Tudnivalók
Korábban a pocoknyúlfélék családjába sorolták a Prolagidae-fajokat. E kihalt családban csak egy recens faj volt, a szardíniai pocoknyúl (Prolagus sardus).

## Rendszerezés
A családba egy nem és 17 faj tartozik:
- Prolagus Pomel, 1853
  - Prolagus aeningensis típusfaj
  - Prolagus aguilari
  - Prolagus apricenicus
  - Prolagus crusafonti
  - Prolagus fortis
  - Prolagus imperialis
  - Prolagus italicus
  - Prolagus major
  - Prolagus michauxi
  - Prolagus oeningensis
  - Prolagus osmolskae[4]
  - Prolagus praevasconiensis
  - szardíniai pocoknyúl (Prolagus sardus) - szinonimája: Prolagus corsicanus
  - Prolagus schnaitheimensis
  - Prolagus sorbinii
  - Prolagus tobieni
  - Prolagus vasconiensis

### Fordítás
- Ez a szócikk részben vagy egészben  a   Prolagus című angol Wikipédia-szócikk ezen változatának fordításán alapul.  Az eredeti cikk szerkesztőit annak laptörténete sorolja fel. Ez a jelzés csupán a megfogalmazás eredetét és a szerzői jogokat jelzi, nem szolgál a cikkben szereplő információk forrásmegjelöléseként.